# Psilopa flaviantennalis
Psilopa flaviantennalis är en tvåvingeart som beskrevs av Ichiro Miyagi 1977. Psilopa flaviantennalis ingår i släktet Psilopa och familjen vattenflugor. Inga underarter finns listade i Catalogue of Life.